# Adolph Wilhelm Rottmann

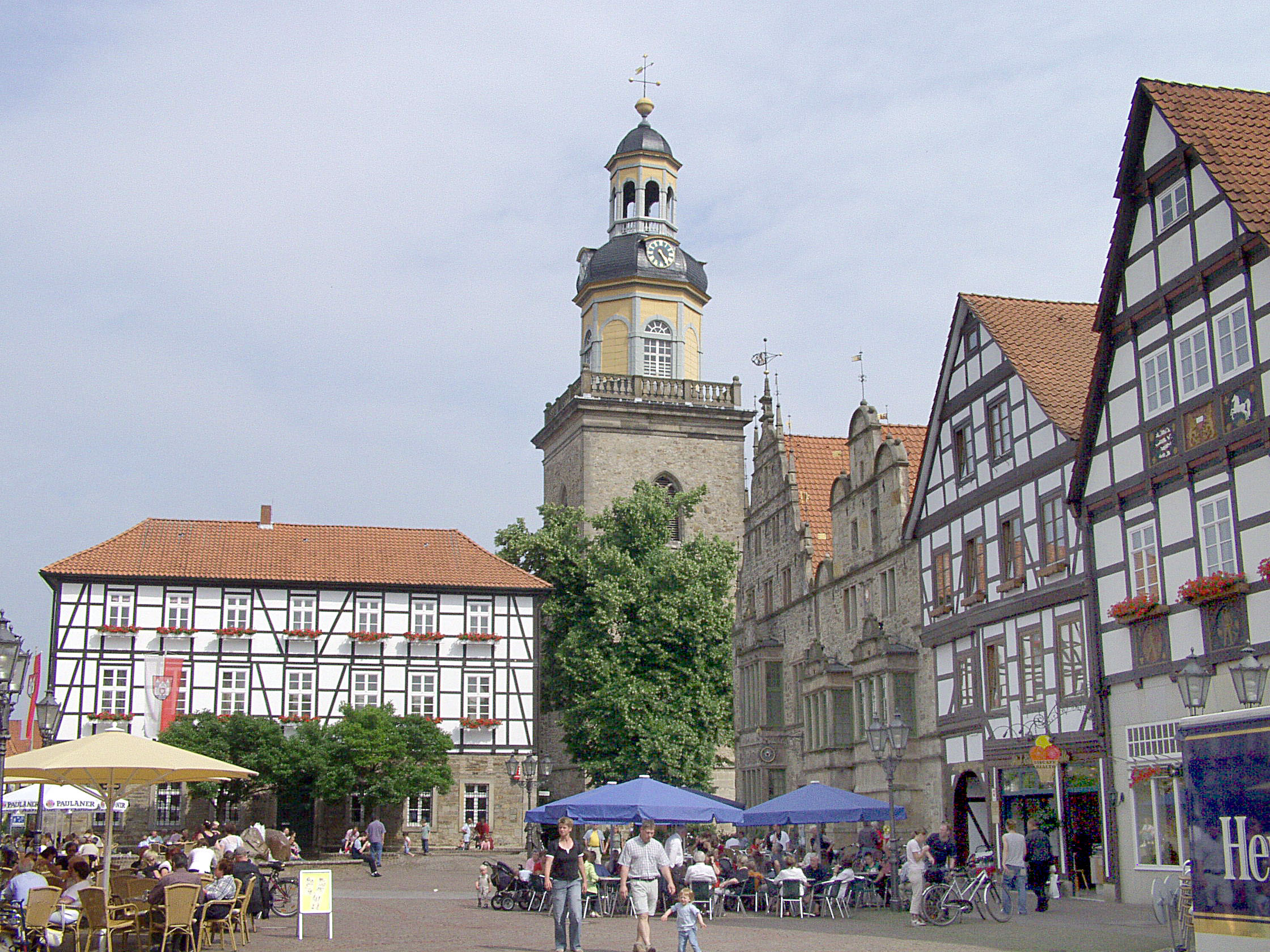
Marktplatz mit Turm von St. Nikolai

Adolph Wilhelm Rottmann (* 26. November 1616 in Bückeburg; † 9. September 1689 in Rinteln) war ein deutscher evangelischer Theologe, Konrektor, Pfarrer und Pastor primarius an der Marktkirche in Rinteln.

## Familie
Rottmanns Vater war Hermann Rottmann aus Billerbeck, Stift Münster, Ratsverwandter in Bückeburg. Seine Mutter war Margarethe Sassenberg, begraben in Rinteln 1662, Tochter des Johann Sassenberg, Bürger und Brauer in Obernkirchen. Adolph Wilhelm Rottmann vermählte sich am 1. Januar 1643 in Rinteln mit Engel Elisabeth Windhorn (* um 1622 in Rinteln), Tochter des Conrad Windhorn, Apotheker in Rinteln, und dessen Frau Elisabeth Sommermeyer. 1652 verlor er in einem Jahr besonders hoher Sterblichkeit innerhalb weniger Wochen drei seiner Kinder. Sein Sohn Adolph wurde im November 1655 geboren und starb am 25. Mai 1719. Seine älteste Tochter Agnes Margaretha heiratete am 4. Dezember 1684 den Rektor und Prediger Bernhard Henrich Schröter und starb am 14. November 1716.

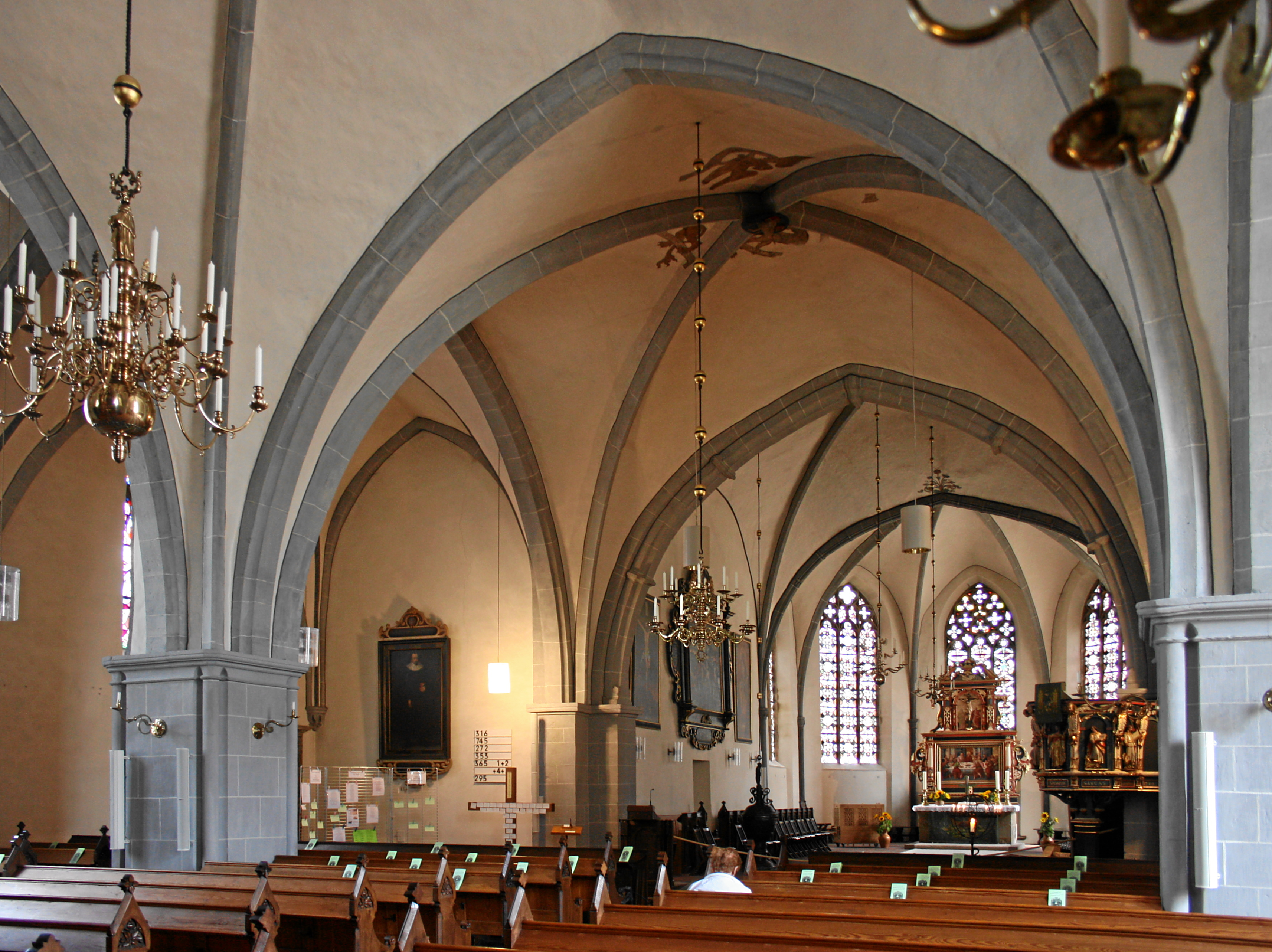
Innenraum der Kirche

## Werdegang
Adolph Wilhelm Rottmann besuchte die Schulen in Bückeburg (bis 1624), Minden und Münster. 1639 verteidigte er auf dem Gymnasium Osnabrück die Dissertation De Mysterio Regni gratiae D. N. Jesu Christi. In der Universität Rinteln immatrikulierte er sich als Student der Theologie und Philosophie, wurde 1642 Konrektor der Ratsschule in Rinteln und 1644 Adjunkt des Johann Hasphord in Rinteln. 1646 war er Magister und Pastor secundarius in Rinteln, ab 1658 Pastor primarius an St. Nikolai in Rinteln.
Er wurde in der St.-Nicolai-Kirche auf dem Chor vor den Stühlen der Diaconen begraben.
Mehrere seiner Leichenpredigten sind gedruckt.
Mit seinem Kollegen an der Marktkirche in Rinteln, Pfarrer Daniel Wilhelmi, wirkte er auch als Seelsorger in Hexenprozessen, z. B. in dem Verfahren 1654 gegen die Bürgersfrau Adelheid Sieveking (1600–1654).

## Werke
- Christliche Leichpredigt Bey Volckreicher und sehr trawriger Leichengegengnüß Der ... Annen Margarethen Deß ... Petri Musaei ... Eheliebsten, Welche am Heil. Christtage ... 1662sten Jahres ... verschieden ...: [Leichenpredigt auf Anna Margarethe Musäus, geb. Sannemann, Ehefrau d. rintelner Prof. Petrus Musaeus, + 25. Dezember 1662], Helmstädt. Müller. 1664. [21] Bl.[7]
- Christlicher LeichSermon: Bey Volckreicher Begräbnüß Der Frauen Lucien Mummen Des Hr. Petri Lucii HaußFrauen Welche den 30. Septembr. der 1658. Jahrs ... entschlaffen/ und den 3. Octobr. Christlich zur Erden bestattet ... worden
- Leichpredigt auf den Tod David Pestels, Drs und Prof. der Rechte prim., wie auch der Jurist. Facultat Sen. über Psalm 37, 4.5., Rinteln 1685.4.